# Бранислав Глигоријевић
Бранислав Глигоријевић (Михајловац код Смедерева, 31. јул 1935 — Београд, 8. октобар 2012) био је српски историчар.
Гимназију је завршио у Смедереву 1955, а дипломирао је на Филозофском факултету у Београду, Група за историју, 1959. године. Од 1960. године радио је у одељењу за историјске науке Института друштвених наука у Београду а од 1969. у Институту за савремену историју. Докторску тезу Демократска странка и политички односи у Краљевини Срба, Хрвата и Словенаца, одбранио је 1968. године.
Био је уредник часописа Историја 20. века (1988 — 1992). Бавио се истраживањем историје српског народа у 20. веку.
Књига Коминтерна, југословенско и српско питање је нарочито значајан рад овог аутора јер је једна од првих књига издатих у земљи која је на студиозан начин приказала еволуцију ставова КПЈ о југословенском и националном питању где се од почетног позитивног мишљења о Југославији ишло до жестоког антијугословенства и назад, а све у складу са налозима добијаним из Коминтерне.

## Важнији радови
- Демократска странка и политички односи у Краљевини Срба, Хрвата и Словенаца, 1970.
- Парламент и политичке странке у Југославији 1919-1929, 1979.
- Између револуције и догме, 1984.
- Коминтерна, југословенско и српско питање, 1992.
- Краљ Александар Карађорђевић I, 1996.
- Краљ Петар II у вртлогу британске политике, 2000.